# Cynopanchax
Genre
Cynopanchax est un genre de poissons d'eau douce de la famille des Poeciliidae (ordre des Cyprinodontiformes).

## Liste des espèces
Selon FishBase et WoRMS ce genre ne comporte plus aucune espèce valide, l'espèce Cynopanchax bukobanus (Ahl, 1924) étant désormais classée sous le taxon Lacustricola bukobanus (Ahl, 1924),.

## Classification
Le nom valide complet (avec auteur) de ce taxon est Cynopanchax Ahl, 1928.

## Publication originale
- (de) Ernst Ahl, « Beiträge zur Systematik der afrikanischen Zahnkarpfen », Zoologischer Anzeiger, vol. 79, nos 3-4,‎ 1er novembre 1928, p. 113-123 (ISSN 0044-5231, e-ISSN 1873-2674).